# 대방초등학교 (창원시)
대방초등학교는 대한민국 경상남도 창원시에 있는 공립 초등학교이다. 32학급, 특수학급 2학급, 유치원 2학급으로 편성되어 있다.

## 학교 연혁
- 1993년 3월 1일: 대방국민학교 개교
- 1996년 3월 1일: 대방초등학교로 교명 변경

## 참고 자료
- 대방초등학교 - 한국교육학술정보원 학교알리미